# NN-133
La carretera NN‑133 es una vía departamental secundaria del centro de Nicaragua. Conecta las localidades de San Francisco de Cuapa y Comalapa en el departamento de Chontales, mejorando el acceso entre zonas rurales.

## Trazado y cruces
| km   | Localidad / Punto      | Departamento | Conexión / Ruta |
| ---- | ---------------------- | ------------ | --------------- |
| 0,0  | San Francisco de Cuapa | Chontales    | NN 132          |
| 5,5  | San Luis               | Chontales    | Camino vecinal  |
| 10,4 | Comalapa               | Chontales    | Calle local     |

## Coordenadas
Uno de los tramos de la NN‑133 puede ser encontrado en las coordenadas: 11°28′38″N 84°05′10″O / 11.4771, -84.0860